# Jules Romains

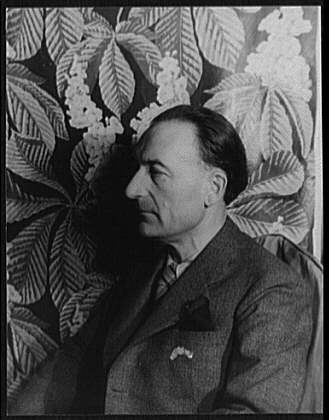
Porträt Romains' (1936) von Carl van Vechten

Jules Romains (bürgerlich Louis Henri Farigoule; * 26. August 1885 in La Chapuze, heute Saint-Julien-Chapteuil; † 14. August 1972 in Paris) war ein französischer Schriftsteller.
Nachdem er zunächst mit Lyrik im Geiste der Lebensphilosophie und satirischen Dramen auf sich aufmerksam gemacht hatte, nahm er um 1930 den seine Epoche spiegelnden großangelegten Romanzyklus Die guten Willens sind in Angriff. Einsichtige „Auserwählte“ sollten die Menschheit von Krieg und Ungerechtigkeit erlösen.

## Leben und Werk
Der Sohn eines Lehrers aus der Auvergne (Mittelfrankreich) studiert Philosophie und Biologie an der Sorbonne in Paris. Ab 1909 lehrt er an Schulen in Brest, Laon, Nizza und Paris. Nachdem er bereits als Philosophiestudent (1903) in einer Art Erweckung „die Idee der vie unanime (der Einstimmigkeit) erfahren“ hat, schließt er sich der Gruppe Abbaye de Créteil (Abtei-Gruppe) an, die 1906 von Charles Vildrac, Georges Duhamel, René Arcos, dem Maler Albert Gleizes, dem Musiker Albert Doyen und anderen gegründet worden ist. Zu ihr gehörte auch Filippo Tommaso Marinetti. Romains' Gedichtband La vie unanime von 1908 wird zum Manifest der gleichnamigen literarischen Bewegung, „die sich als Abkehr vom Naturalismus und vom psychologischen Roman verstand: Nicht das Individuum mit seinen inneren Spannungen und Problemen bildet den Mittelpunkt der Betrachtung, der Unanimismus versucht vielmehr die Gesamtwirklichkeit des Menschen und der Welt zu erfassen.“ Die „allbeseelende Einheit“ stellt sich im Kollektiv her. Hier lauert allerdings auch die Gefahr der Massenpsychose, die sich Romains durchtriebener Doktor Knock (Drama von 1923) zunutze macht.
Anders ausgedrückt, schillert Romains Weltsicht zwischen der hergebrachten christlich-revolutionären Brüderlichkeit und dem heraufklingenden Gleichmarsch totalitärer Regimes. 1927 unterzeichnet er mit vielen anderen bekannten kritischen Intellektuellen (darunter Alain und der junge Sartre) die am 15. April in der Zeitschrift Europa veröffentlichte Petition gegen das Gesetz über die allgemeine Organisation der Nation in Zeiten des Krieges. 1929 ist er auch als Romancier schon erfolgreich genug, um sich in Saint-Avertin ein aus dem 16. Jahrhundert stammendes Landhaus einschließlich Weinberg leisten zu können. 1936 wird er zum Vorsitzenden des internationalen P.E.N.-Clubs berufen, was jedoch wegen seiner Kontakte zu einer NS-nahen Organisation auf geteilten Beifall stößt. Tatsächlich wird er auf dem in London tagenden P.E.N.-Kongress von 1941, vor allem nach von Robert Neumann vorgebrachten Attacken, wieder abgewählt.

### CFA und Exil
Romains zählte schon 1935 zu den Gründern des Comité-France-Allemagne (CFA), einer von den Nazis – siehe Otto Abetz und Fernand de Brinon – initiierten Propagandaorganisation, die Frankreichs Faschisierung unter dem Deckmantel der Völkerverständigung zu fördern verstand. Aus dem Ersten Weltkrieg war Romains nach eigener Aussage mit dem Schwur zurückgekommen, künftig alles zu versuchen, einen weiteren Krieg zu verhindern. Auf dieser Linie sah er offenbar auch seine Mitarbeit in der CFA. Zeitgenössische Beobachter wie TIME bescheinigten ihm deshalb allerdings die mit Tom Sawyers Freude an Verschwörungen gepaarte Einfalt des erfolglosesten Friedensbringers Europas. Das US-amerikanische Wochenblatt verknüpft diese Einfalt frech mit Romains Angewohnheit, periodisch einen neuen Band seines monumentalen Romanzyklus Menschen guten Willens aus dem Fenster seines Elfenbeinturmes zu werfen. Möglicherweise waren Romains publikumswirksame Versuche der Friedensstiftung nicht ganz frei von Eitelkeit.
Angesichts der Besetzung Frankreichs durch Nazi-Deutschland zieht Romains es vor, nach Amerika zu emigrieren. Er lässt sich zunächst in New York, dann Mexiko nieder, wo er sich mit anderen Emigranten an der Gründung eines französischen Institutes beteiligt. Er ist gelegentlich in US-Radiosendern zu hören. 1943 wurde er als Ehrenmitglied in die American Academy of Arts and Letters gewählt. 1946 nach Frankreich zurückgekehrt, wird er in die erlauchte Académie française berufen. Er äußert sich zunehmend konservativer, so in seinen Kolumnen (1953–1971) für das von Robert Lazurick geleitete Wochenblatt L’Aurore. De Gaulles Referendum von 1962, das Algerien die Unabhängigkeit bringt, lehnt er ab.

### Menschen guten Willens
In Romains „enormer Produktion“ als Schriftsteller finden sich auch Essays zu ästhetischen, moralischen, politischen und selbst medizinischen Fragen. Den Löwenanteil stellt allerdings der Romanzyklus Die guten Willens sind, der zwischen 1932 und 1946 in 27 Bänden erschien. In ihm schildert Romains die sozialen Verhältnisse und Entwicklungen Frankreichs und Europas in der Zeit vom 6. Oktober 1908 bis zum 7. Oktober 1933. Auch hier ist es ihm mehr um Gruppen- als um Einzelschicksale zu tun. Zur Orientierung dienen zwei miteinander befreundete Hauptfiguren, ein Schriftsteller und ein Lehrer, der sich zum Politiker aufschwingt. Sie geben wiederholt Kommentar. Sie begegnen zahlreichen prominenten Zeitgenossen Romains, etwa Picasso und Valéry. Neben dem Dialog sind häufige Standortwechsel (des Autors) kennzeichnend für die Romane dieser Reihe. Merkwürdigerweise äußert sich Kindlers Neues Literaturlexikon nicht zu ihrer sprachlichen Qualität. Spricht Engler von Romains „Neigung, auch das Banale in Odentöne zu hüllen“, ist es lediglich auf dessen Lyrik gemünzt.
Der monumentale Romanzyklus endet (1933) ähnlich wie ihr Schöpfer nach dem Krieg: resignierend. Das wesentliche Romanpersonal zieht sich ins Private zurück. Es hat vergeblich an der Schlechtigkeit der Welt gerüttelt. „Irrtum oder Einfluß des Bösen?“ fragt sich der Romancier. „Es mißfällt mir nicht, daß mein Werk mit diesem Fragezeichen endet.“
Gegenwärtig (2011) sind mehrere französische Schulen nach dem Schriftsteller benannt, so in Paris, Saint-Avertin, Lyon. In seinem Heimatort Saint-Julien-Chapteuil wurde ein kleines Musée Jules Romains eingerichtet, das persönliche Gegenstände des Literaten zeigt. Zudem sind dort Rekonstruktionen seines Pariser Arbeitszimmers und seines Anwesens Manoir de Grandcour in Saint-Avertin zu sehen.

## Werke (Auswahl)
- La Vie unanime, Gedichte, 1908
- Mort de quelqu’un, Roman, 1911
- Les Copains, Roman, 1913
- La Vision extra-rétinienne et le sens paroptique, Essay, 1920
- Knock ou le Triomphe de la médecine, Drama 1923; Reclam (RUB 9154), Stuttgart 1983, ISBN 3-15-009154-3
- Knock oder Der Triumph der Medizin. Komödie in drei Akten. Reclam (RUB 9662), Stuttgart 1997, ISBN 3-15-009662-6
- Petit traité de versification, Essay, 1923 (mit G. Chennevière)
- Monsieur le Trouhadec saisi par la débauche, Roman, 1923
- Psyché, Romantrilogie (Lucienne – Le Dieu des corps – Quand le navire...), 1922–29
- Le Dictateur, Drama, 1926
- Le couple France–Allemagne, Essay, 1934
- Les Hommes de bonne volonté, 28-bändiger Romanzyklus, 1932–46[9]
- Une femme singulière, Roman, 1957
- Mémoires de Madame Chauverel, Roman, 1959[10]
- Cahiers, Tagebücher (aus dem Nachlass), 1976ff
- Volpone, bearbeitete Version der Adaptation von Stefan Zweig, 1928

## Filmografie
Literarische Vorlage
- 1933: Dr. Knock (Knock ou Le triomphe de la médecine)
- 1936: Donogoo Tonka
- 1951: Dr. Knock läßt bitten (Knock)
- 1974: Doggder Knock – Regie: Reto Babst, in baseldeutscher Sprache
- 1983: Quelques hommes de bonne volonté – Regie: François Villiers
- 1997: Doktor Knock – Regie: Dominik Graf
- 2017: Docteur Knock – Ein Arzt mit gewissen Nebenwirkungen (Knock)

Drehbuch
- 1938/41: Der betrogene Betrüger (Volpone), Regie Maurice Tourneur, Jacques de Baroncelli[11]